# Communauté de communes du Plateau Picard
La  Communauté de communes du Plateau Picard  (CCPP) est une communauté de communes française, située dans le département de l'Oise.

## Historique
Les communes du canton de Saint-Just-en-Chaussée et celles du canton de Maignelay-Montigny ont choisi de s’associer (sous l’impulsion de Pierre Guyard, maire de Saint-Martin-aux-Bois (1977-1994) et premier président de l'intercommunalité, infatigable spécialiste de l’aménagement rural du territoire, pour, à partir des années 1970, jouer ensemble la carte de l’intercommunalité[réf. nécessaire].
La communauté de communes a été créée par un arrêté préfectoral du 23 décembre 1999 qui a pris effet le 1er janvier 2000.
« Il s’agissait, d’après Pierre Guyard parlant de la création de  cette Communauté, d’une organisation spatiale originale du territoire des deux cantons, désormais structurés autour de quatre quartiers-centres ou «centre-urbain » : Saint-Just-en-Chaussée, Maignelay-Montigny, Le Plessier-sur-Bulles, Ravenel et de sept pôles structurants ou bourgs/périphériques : Ferrières, Tricot, Laneuvilleroy, Lieuvillers, Avrechy, Bulles, Wavignies répartis sur les deux anciens cantons.[réf. nécessaire]
Puis, à partir des années 1995/1996, sous l’impulsion de la région de Picardie, la communauté de communes va chercher à se rapprocher de la communauté de communes du Clermontois pour constituer un ensemble encore plus vaste destiné au développement de services plus nombreux et plus proches des populations, au sein cette fois d’un « Bassin de vie organisé en Pays »[réf. nécessaire].
Son siège, précédemment situé à Maignelay-Montigny est désormais installé au Plessier-sur-Saint-Just.

## Territoire

### Géographie
Hydrographie
On ne dénombre sur toute l’étendue des 52 communes du Plateau Picard qu’une trentaine de kilomètres de petites rivières. Celles-ci ne sont le plus souvent que des ruisseaux, dont certains ne nourrissent même pas de poissons. Pour son compte, le canton de Maignelay ne dispose que de 6 kilomètres de voies d’eau sous forme de ruisseaux, dont 2,8 kilomètres appartenant au cours de l’Aronde près de Wacquemoulin, et 3,7 kilomètres à celui des Trois Doms, près de Dompierre/Domfront. Toutes les communes du canton sont donc dépendantes du forage des nappes souterraines pour leur alimentation en eau, y compris donc Maignelay-Montigny.
En réalité c’est une seule et unique nappe souterraine importante qui alimente la plupart des communes du Plateau Picard, y compris donc Maignelay-Montigny et son canton. « Cette nappe est puissante, précise l’Agence de l'eau Seine-Normandie, facilement mobilisable, plutôt de bonne qualité mais elle est très exploitée... Les 52 communes du Plateau Picard sont pratiquement toutes alimentées par cette unique ressource ».

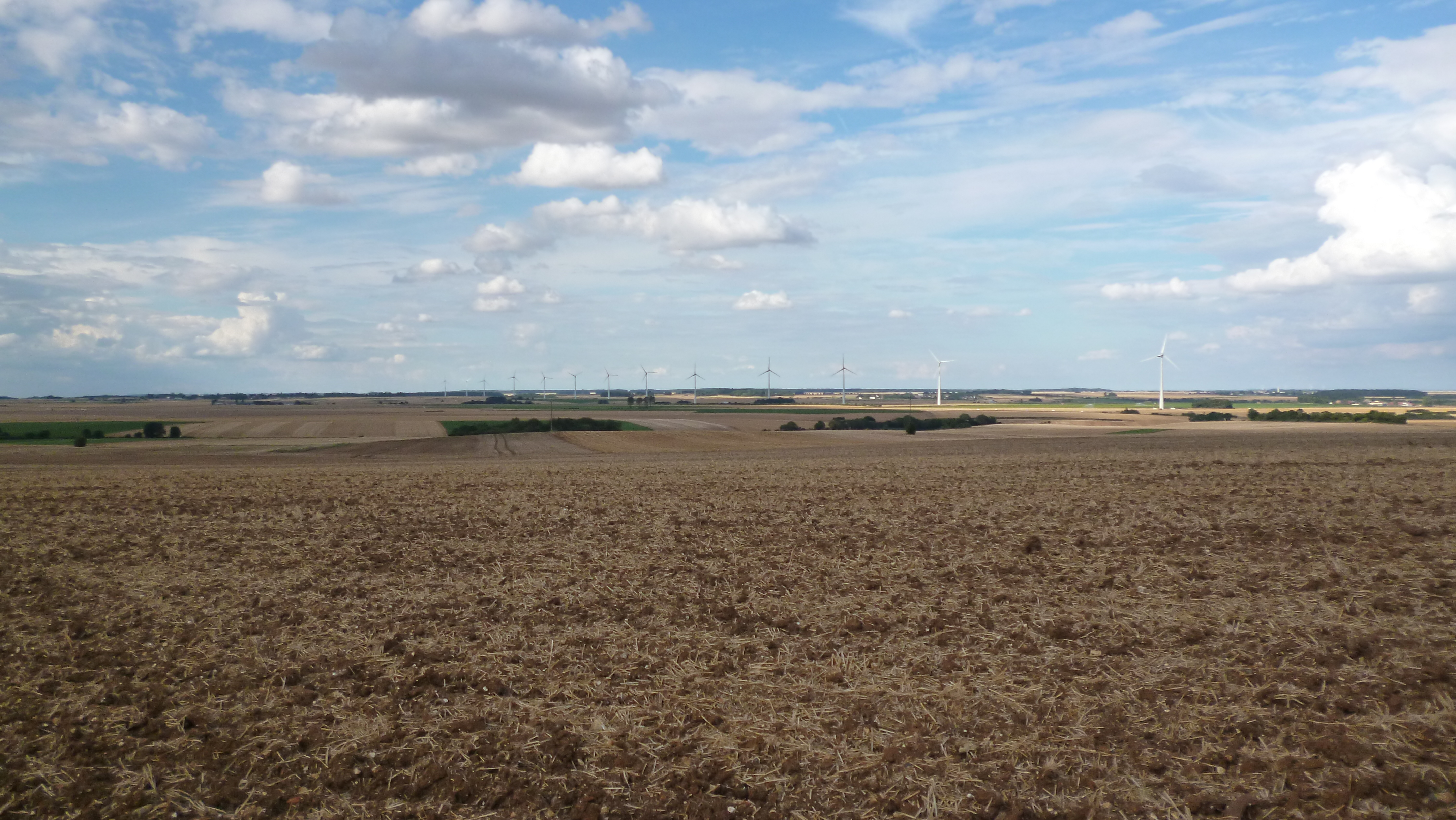
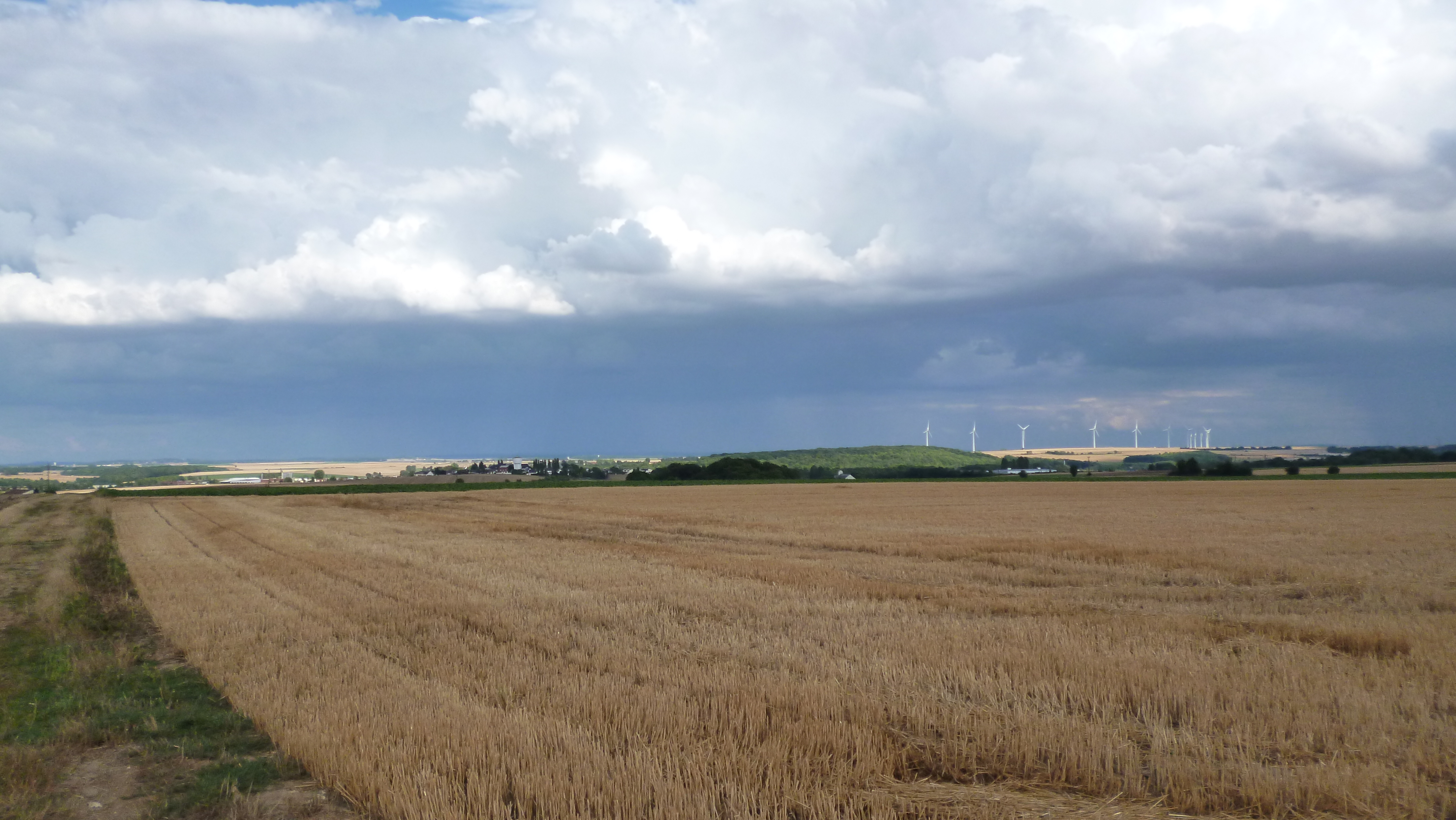
Des images du Plateau Picard prises depuis la Trouée de Nourard.
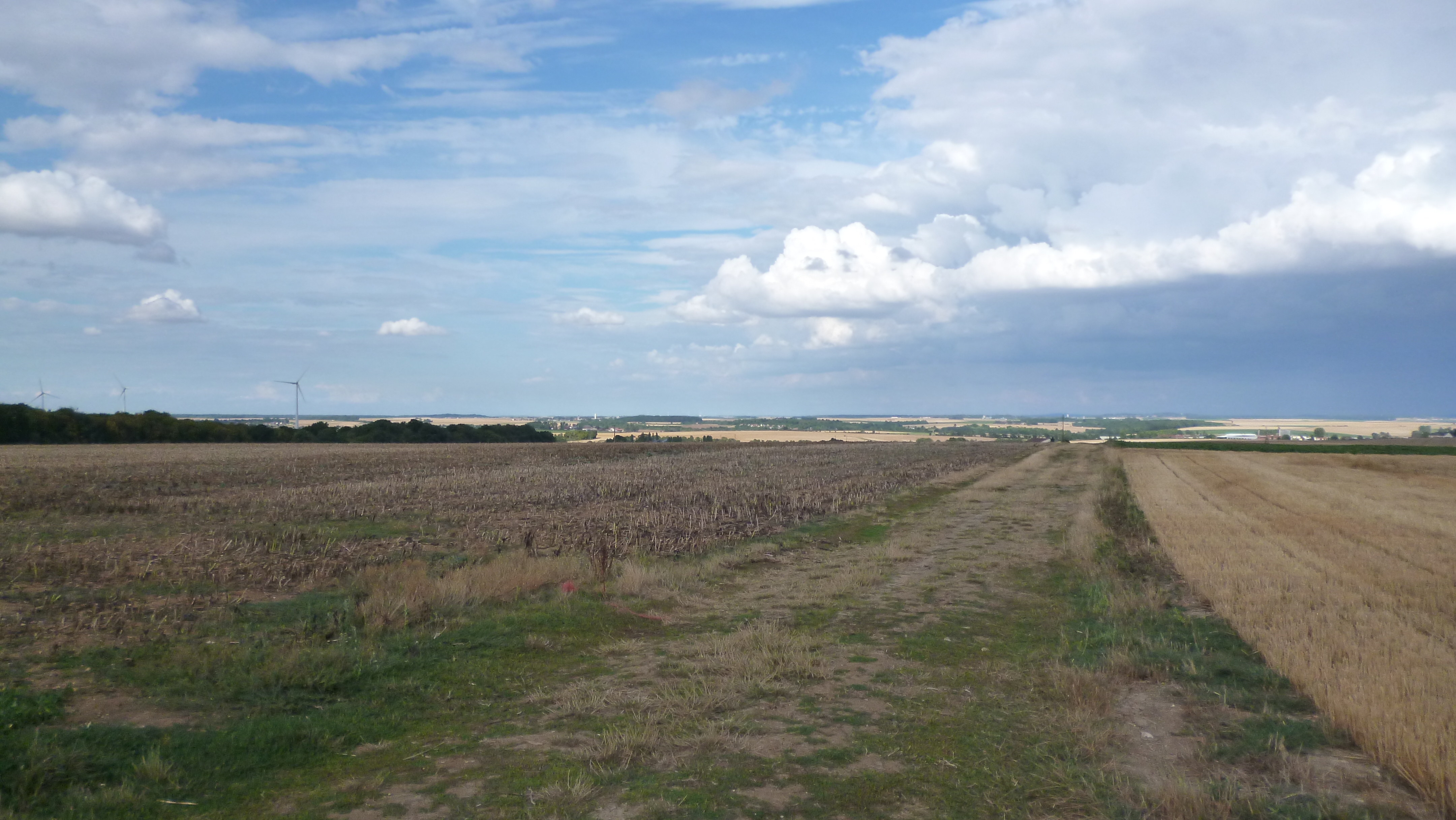
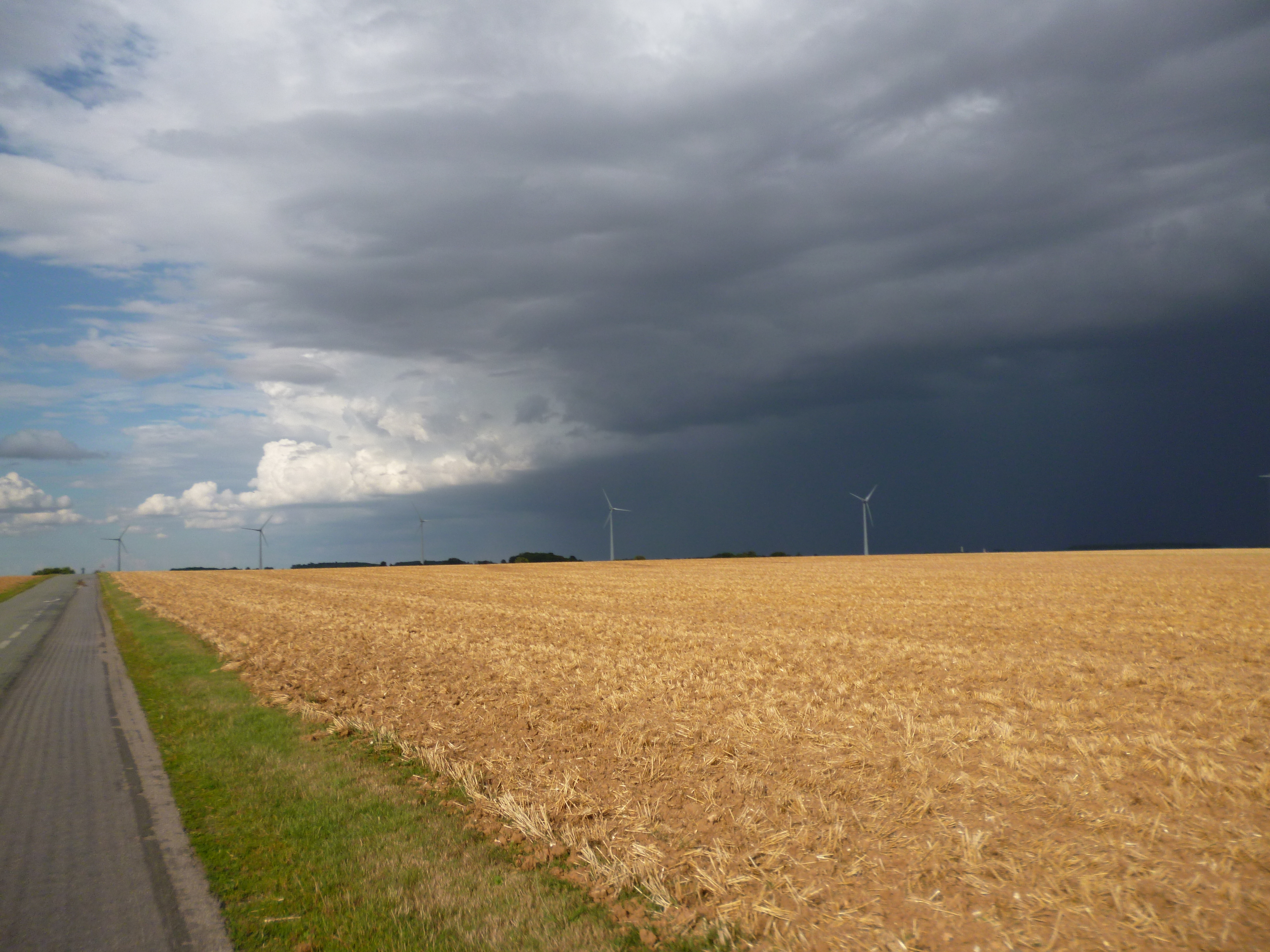
Ciel d'orage sur le Plateau Picard.

### Composition
En 2023, la communauté de communes est composée des 52 communes suivantes :

| Nom                                | Code Insee | Gentilé                   | Superficie (km2) | Population (dernière pop. légale) | Densité (hab./km2) |
| ---------------------------------- | ---------- | ------------------------- | ---------------- | --------------------------------- | ------------------ |
| Le Plessier-sur-Saint-Just (siège) | 60498      | Plessierois               | 7,63             | 539 (2022)                        | 71                 |
| Airion                             | 60008      | Airionnais                | 6,73             | 389 (2022)                        | 58                 |
| Angivillers                        | 60014      |                           | 6,27             | 159 (2022)                        | 25                 |
| Avrechy                            | 60034      | Avrechois                 | 12,39            | 1 154 (2022)                      | 93                 |
| Brunvillers-la-Motte               | 60112      | Brunvillois               | 6,5              | 344 (2022)                        | 53                 |
| Bulles                             | 60115      | Bullois                   | 16,7             | 851 (2022)                        | 51                 |
| Catillon-Fumechon                  | 60133      | Catillonnais-Fumechonnais | 13,31            | 540 (2022)                        | 41                 |
| Cernoy                             | 60137      |                           | 4,91             | 294 (2022)                        | 60                 |
| Coivrel                            | 60158      | Coivrillons               | 6,11             | 245 (2022)                        | 40                 |
| Courcelles-Epayelles               | 60168      |                           | 6,38             | 212 (2022)                        | 33                 |
| Cressonsacq                        | 60177      | Cressonsacquois           | 6,53             | 437 (2022)                        | 67                 |
| Crèvecœur-le-Petit                 | 60179      | Crépicordiens             | 3,33             | 157 (2022)                        | 47                 |
| Cuignières                         | 60186      |                           | 6,24             | 266 (2022)                        | 43                 |
| Domfront                           | 60200      | Domfrontais               | 2,76             | 317 (2022)                        | 115                |
| Dompierre                          | 60201      | Dompierrois               | 2,73             | 245 (2022)                        | 90                 |
| Erquinvillers                      | 60216      | Erquinvillois             | 3,77             | 185 (2022)                        | 49                 |
| Essuiles                           | 60222      |                           | 13,54            | 520 (2022)                        | 38                 |
| Ferrières                          | 60232      |                           | 4,81             | 446 (2022)                        | 93                 |
| Fournival                          | 60252      | Fournivauxois             | 11,53            | 521 (2022)                        | 45                 |
| Le Frestoy-Vaux                    | 60262      |                           | 8,79             | 231 (2022)                        | 26                 |
| Gannes                             | 60268      | Gannois                   | 8,56             | 356 (2022)                        | 42                 |
| Godenvillers                       | 60276      | Godenvillérois            | 5,18             | 200 (2022)                        | 39                 |
| Grandvillers-aux-Bois              | 60285      | Eutropiens                | 6,63             | 300 (2022)                        | 45                 |
| Léglantiers                        | 60357      |                           | 7,78             | 553 (2022)                        | 71                 |
| Lieuvillers                        | 60364      | Lieuvillois               | 9,41             | 708 (2022)                        | 75                 |
| Maignelay-Montigny                 | 60374      | Maignemontois             | 18,79            | 2 493 (2022)                      | 133                |
| Ménévillers                        | 60394      | Ménévillerois             | 4,88             | 103 (2022)                        | 21                 |
| Méry-la-Bataille                   | 60396      | Mérysiens                 | 11,26            | 612 (2022)                        | 54                 |
| Le Mesnil-sur-Bulles               | 60400      | Mesnilois                 | 6,26             | 266 (2022)                        | 42                 |
| Montgérain                         | 60416      | Montgérinois              | 4,91             | 168 (2022)                        | 34                 |
| Montiers                           | 60418      | Montièrois                | 7,89             | 396 (2022)                        | 50                 |
| Moyenneville                       | 60440      | Moyennevillois            | 7,19             | 584 (2022)                        | 81                 |
| La Neuville-Roy                    | 60456      | Neuvillois                | 12,49            | 906 (2022)                        | 73                 |
| Noroy                              | 60466      | Noroysiens                | 5,45             | 254 (2022)                        | 47                 |
| Nourard-le-Franc                   | 60468      | Nourardais                | 11,48            | 295 (2022)                        | 26                 |
| Plainval                           | 60495      |                           | 9,19             | 417 (2022)                        | 45                 |
| Le Plessier-sur-Bulles             | 60497      | Plessierrois              | 3,91             | 211 (2022)                        | 54                 |
| Le Ployron                         | 60503      | Ployronnais               | 4,18             | 112 (2022)                        | 27                 |
| Pronleroy                          | 60515      | Prompeloniens             | 8,97             | 370 (2022)                        | 41                 |
| Quinquempoix                       | 60522      |                           | 5,86             | 317 (2022)                        | 54                 |
| Ravenel                            | 60526      | Ravenelois                | 11,61            | 1 047 (2022)                      | 90                 |
| Rouvillers                         | 60553      | Rodovillarois             | 11,88            | 282 (2022)                        | 24                 |
| Royaucourt                         | 60556      |                           | 9,45             | 211 (2022)                        | 22                 |
| Sains-Morainvillers                | 60564      |                           | 12,42            | 286 (2022)                        | 23                 |
| Saint-Just-en-Chaussée             | 60581      | Saint-Justois             | 14,66            | 5 940 (2022)                      | 405                |
| Saint-Martin-aux-Bois              | 60585      |                           | 9,31             | 270 (2022)                        | 29                 |
| Saint-Remy-en-l'Eau                | 60595      | Saint Remois              | 10,06            | 435 (2022)                        | 43                 |
| Tricot                             | 60643      | Tricotois                 | 11,91            | 1 378 (2022)                      | 116                |
| Valescourt                         | 60653      |                           | 6,87             | 298 (2022)                        | 43                 |
| Wacquemoulin                       | 60698      | Wacquemoulinois           | 6,66             | 279 (2022)                        | 42                 |
| Wavignies                          | 60701      | Wavignisiens              | 9,81             | 1 347 (2022)                      | 137                |
| Welles-Pérennes                    | 60702      |                           | 13,41            | 238 (2022)                        | 18                 |

### Démographie
| 1968   | 1975   | 1982   | 1990   | 1999   | 2010   | 2015   | 2021   |
| ------ | ------ | ------ | ------ | ------ | ------ | ------ | ------ |
| 19 643 | 20 106 | 21 547 | 24 895 | 27 296 | 29 149 | 30 330 | 29 897 |

## Organisation
Une communauté de communes est un établissement public de coopération intercommunale (EPCI) à fiscalité propre regroupant plusieurs communes au sein d’un espace de solidarité, en vue de l’élaboration d’un projet commun de développement et d’aménagement de l’espace.

### Siège
Le siège de l'intercommunalité se situe au 140 rue Verte au Plessier-sur-Saint-Just.
Les équipements et services de la communauté de communes du Plateau Picard sont répartis sur l'ensemble de son territoire.

### Élus
La communauté de communes est administrée par son conseil communautaire, composé pour la mandature 2020-2026 de 77 conseillers communautaires issus de chacune des communes membres et répartis comme de la manière suivante en fonction de leur population :

- 14 délégués pour Saint-Just-en-Chaussée ;

- 6 délégués pour Maignelay-Montigny ;

- 3 délégués pour Tricot ;

- 2 délégués pour Avrechy, Bulles, La Neuville-Roy, Ravenel, Wavignies ;

- 1 délégué ou son suppléant pour les autres communes.
Au terme des élections municipales de 2020, le conseil communautaire restructuré du 10 juillet 2020 a réélu  Frans Desmedt, maire de Saint-Just-en-Chaussée, comme président,. Celui-ci étant mort en mai 2023, le conseil communautaire du 1er juin 2023 a élu son nouveau président, Olivier de Beule, maire de Gannes et jusqu'alors premier vice-président, et ses cinq vice-présidents, qui sont : 
1. Jean-Paul Batz, maire du Mesnil-sur-Bulles, chargé de la voirie, des réseaux et des gens du voyage ;
2. Jean-Louis Hennon, maire de Courcelles-Epayelles, chargé de logement, de l’urbanisme, de l’aménagement de l’espace et de la santé ;
3. Bernard Dubouil, devenu maire de Saint-Just-en-Chaussée, chargé de la mutualisation, des bâtiments et du patrimoine bâti ;
4. Isabelle Barthe, maire de Cernoy, chargée de la culture, du tourisme, de la promotion et de l’attractivité du territoire ;
5. Denis Flour, maire de Maignelay-Montigny, chargé des affaires sociales, de la mobilité et des relations avec les associations.

### Liste des présidents
| Période   | Période                   | Identité         | Étiquette | Qualité |
| --------- | ------------------------- | ---------------- | --------- | --- |
|           |                           | Pierre Guyard    | SE        | Maire de Saint-Martin-aux-Bois (1977 → 1994) |
|           | 2001                      | Marc Lefèvre     |           | Maire du Plessier-sur-Saint-Just |
| 2001      | 2008                      | Jean Bernard     | SE        | Maire de Moyenneville (1995 → 2008) |
| 2008      | mai 2023                  | Frans Desmedt,   | UMP → LR  | Agriculteur Maire de Saint-Just-en-Chaussée (2001 → 2023) Conseiller général puis départemental de Saint-Just-en-Chaussée (2004 → 2023) Vice-président du Conseil départemental de l’Oise (2015 → 2021) Chevalier de la Légion d'honneur Mort en fonction |
| juin 2023 | En cours (au 2 juin 2023) | Olivier de Beule | SE        | Maire de Gannes (2007 → ) Président du RPI de Gannes, Brunvillers La Motte, Quinquempoix (2020 → ) |

### Compétences
La communauté exerce les compétences qui lui ont été transférées par les communes membres, dans les conditions déterminées par le code général des collectivités territoriales. Il s'agit de :
Compétences obligatoires
- Aménagement de l’espace
- Développement économique
- Création ou aménagement, entretien et gestion des aires d'accueil des gens du voyage
- Élimination et valorisation des déchets des ménages et des déchets assimilés

Compétences optionnelles
- Environnement
- Politique du logement social d'intérêt communautaire et actions, par des opérations d'intérêt communautaire, en faveur du logement des personnes défavorisées
- Création ou d'aménagement et entretien de voirie d'intérêt communautaire
- Équipement et services sportifs
- Action sociale
- Assainissement autonome

Compétences facultatives
- Secours et de lutte contre l'incendie
- Scolaire
- Animation sportive et culturelle d'intérêt communautaire
- Aménagement, entretien, gestion des abords des gares de chemin de fer en service
- Instauration d'un service de transports à la demande par délégation conventionnelle de compétence conclue avec le Conseil départemental de l'Oise
- Promotion touristique
- Création d'un Fonds d'intervention Foncière chargé des acquisitions foncières, pour son propre compte ou pour celui des communes membres et à leur demande, liées à la réalisation d'opérations de logement, d'équipements publics, de maintien de services ou de commerces
- Service public des réseaux et services locaux de communications électroniques au sens de l'article L.1425-1 du Code général des collectivités territoriales[14]

### Régime fiscal et budget
La Communauté de communes est un établissement public de coopération intercommunale à fiscalité propre.
Afin de financer l'exercice de ses compétences, l'intercommunalité perçoit la fiscalité professionnelle unique (FPU) – qui a succédé à la taxe professionnelle unique (TPU) – et assure une péréquation de ressources entre les communes résidentielles et celles dotées de zones d'activité.
Elle perçoit la taxe d'enlèvement des ordures ménagères (TEOM), qui finance ce service, et ne verse pas de dotation de solidarité communautaire (DSC) à ses communes membres.

### Effectifs
Pour l'exerce de ses compétences, la communauté de communes était*, en 2018, l'employeur de 82 agents dont 53 fonctionnaires titulaires.

## Projets et réalisations
Conformément aux dispositions légales, une communauté de communes a pour objet d'associer des « communes au sein d'un espace de solidarité, en vue de l'élaboration d'un projet commun de développement et d'aménagement de l'espace ».
Tourisme et circulations douces
L'intercommunalité a acquis la plate-forme de l'ancienne ligne de Saint-Just-en-Chaussée à Douai entre Saint-Just-en-Chaussée et Royaucourt, afin de l'aménager en "chemin vert" afin d'en faire une voie douce, strictement interdite aux véhicules à moteur, pour d'une part faciliter les déplacements et d'autre part mettre en valeur le patrimoine. Sa mise en service est escomptée en 2021. La communauté de communes subventionne par ailleurs la création de gîtes ou chambre d’hôtes, afin de développer le tourisme, notamment dans le cadre de l'organisation des Jeux olympiques de Paris 2024.
Transport en commun
L'intercommunalité avait mis en place un service de transport à la demande dénommé tadam!.
Ce service est supprimé le 31 juillet  2018 en raison de son coût élevé (160 000 € par an, dont 90 000 € à la charge de la communauté) et d'une fréquentation insuffisante.
La collectivité adhère alors à Rezo Pouce, l’autostop au quotidien qui est une association et une société coopérative d’intérêt collectif (SCIC). Rezo Pouce est un dispositif original basé sur l'économie solidaire qui propose une solution d'auto-stop organisé et sécurisé en complément de l’offre de transports en commun existante sur un territoire. L'accès et l'utilisation de ce service sont totalement gratuits pour l'usager et sont possibles en mode connecté ou non.
Pour la Communauté de Communes du Plateau Picard, l'adhésion à Rezo Pouce représente 40 000 € la première année de mise en place puis 4 500 € par an.
À ce jour, Rezo Pouce et la collectivité développe en complément une version adaptée aux séniors (Rezo Pouce senior) basée sur un principe de conducteurs volontaires. L'adhésion à cette version adaptée coûte 49 500 € la première année et 4 500 € les suivantes à la collectivité. Ni Rezo Pouce, ni la collectivité n'interviennent dans l'indemnisation éventuelle des conducteurs volontaires dont l'indemnisation est laissée librement à la volonté des passagers séniors.